# Dorothy Fields
Dorothy Fields (Allenhurst, Nueva Jersey; 15 de julio de 1905-Nueva York; 28 de marzo de 1974) fue una libretista y letrista estadounidense. Escribió más de 400 canciones para  musicales de Broadway y películas. Junto con Ann Ronell, Dana Suesse y Kay Swift, fue una de las primeras en alcanzar éxito en Hollywood y perteneciente al Tin Pan Alley.

## Biografía
Fields nació en Allenhurst (Nueva Jersey) y se crio en la ciudad de Nueva York. Su padre, Lew Fields, inmigrante de Polonia, fue un conocido comediante de vodevil y más tarde se convirtió en productor de Broadway.
Fields fue hermana de los escritores Herbert y Joseph. Murió de un derrame cerebral en la ciudad de Nueva York a la edad de 68 años.

## Trayectoria artística
La carrera de Dorothy Fields como profesional despegó en 1928, cuando Jimmy McHugh, que había visto algunos de sus primeros trabajos, la invitó a proporcionarle algunas canciones. Fields y McHugh se unieron hasta 1935. Las canciones de este período incluyen "I Can't Give You Anything But Love, Baby" y "On the Sunny Side of the Street".
A mediados de 1930, Fields comenzó a escribir canciones para películas y colaborando con otros compositores, incluyendo Oscar Levant ( En persona, 1935) y Jerome Kern. Con Kern, trabajó en la versión cinematográfica de Roberta, y también en su mayor éxito, Swing Time. La canción "The Way You Look Tonight" le proporcionó al equipo Fields/Kern un Óscar a la Mejor Canción de 1936.
Fields regresó a Nueva York y trabajó de nuevo en los espectáculos de Broadway, pero ahora como libretista, primero con Arthur Schwartz en Stars In Your Eyes. Volvieron a juntarse en 1951 para A Tree Grows in Brooklyn. En los años cuarenta, ella se asoció con su hermano Herbert Fields, con quien escribió los libretos de tres espectáculos de Cole Porter, Let’s Face It!, Something for the Boys, and Mexican Hayride. Juntos, escribieron el libreto de Annie Get Your Gun, un musical inspirado en la vida de Annie Oakley. Tenían la intención de que Jerome Kern escribiera la música, pero cuando este murió, fue llamado Irving Berlin. El espectáculo, que incluía las canciones There's No Business Like Show Business y They Say It's Wonderful, fue un éxito con 1.147 representaciones.
En los años cincuenta, su mayor éxito fue el espectáculo Redhead (1959), que ganó cinco premios Tony, incluyendo Mejor Musical. Cuando ella empezó a colaborar con Cy Coleman en los años sesenta, su carrera tomó un nuevo giro. Su primer trabajo juntos fue Sweet Charity. Su último éxito fue de su segunda colaboración en 1973, Seesaw. Su título fue It's Not Where You Start, It's Where You Finish.

## Premios y distinciones
Premios Óscar
| Año  | Categoría              | Canción                    | Película        | Resultado |
| ---- | ---------------------- | -------------------------- | --------------- | --------- |
| 1935 | Mejor canción original | «Love in Bloom»            | Fuga apasionada | Nominado  |
| 1936 | Mejor canción original | «Lovely to Look At»        | Roberta         | Nominado  |
| 1937 | Mejor canción original | «The Way You Look Tonight» | Swing Time      | Ganador   |